# Onthophagus platypus
Onthophagus platypus es una especie de insecto del género Onthophagus, familia Scarabaeidae, orden Coleoptera.

Fue descrita científicamente por Zhang en 1997.